# Promise (広瀬香美の曲)
「promise」（プロミス）は、日本の女性歌手、広瀬香美の11枚目のシングル。

## 解説
- 1997年11月27日にビクターエンタテインメントよりリリースされた。「アルペン」CMソング。
- 累計54.2万枚を売上（オリコン調べ）。「ロマンスの神様」に次ぐ、自身2番目の売上。
- ビデオクリップは全編モノクロで撮影されている。

## 収録曲
作詞・作曲：広瀬香美　編曲：本間昭光・広瀬香美
1. promise
2. chocolate
3. promise（karaoke）

## 収録アルバム
- rhapsody (#1、conversion)
- 広瀬香美 THE BEST "Love Winters" (#1)
- 広瀬香美 THE BEST Love Winters〜ballads (#1、soul bossa flavor)
- Alpen Best Kohmi Hirose (#1)
- タイアップコレクション〜広瀬香美のテレビで聴いたあの曲達〜 (#1)
- SINGLE COLLECTION (#1)
- Winter High!! 〜Best Of Kohmi's Party〜 (#1)
- THE BEST "1992-2018" + "雪"Setlist Non-Stop Mix (#1)
- WINTER TOUR 2020 "SING" + Live at Blue Note Tokyo (#1)
- 歌ってみた 歌われてみた (#1、HAN-KUNとのコラボレーションによる新録)
- 2024年冬イベント

## カバー
- AKINO form bless4 - FlyingDog YouTube公式チャンネル
- 林部智史のアルバム「Kataribe 2」カバー